# José dos Santos Lopes
José dos Santos Lopes, auch genannt Zeca Lopes, (* 1. November 1910 in Batatais, SP; † 28. August 1996 ebenda) war ein brasilianischer Fußballspieler.

## Karriere

### Verein
Zeca Lopes startete 1928 seine Laufbahn beim Batatais FC aus der gleichnamigen Stadt. Batatais hatte Anfang der 30er Jahre eine starke Mannschaft zu konnte am 9. Februar 1930 der amtierende Staatsmeister SC Corinthians mit 2:1 bezwungen werden. 1932 ging der Spieler vom Comercial FC auf Empfehlung des Priesters Assis de Barros aus Ribeirão Preto zum SC Corinthians. Der Priester bezahlte seine Reise nach São Paulo und ließ seinen ersten Anzug und seine ersten Schuhe anfertigen. Er kam zu Corinthians, nachdem er es geschafft hatte, die Direktoren des FC São Paulo zu überlisten, die darauf bestanden, ihn in ihr Team zu lotsen. Sein Debüt im Trikot der Corinthians gab er am 12. Juni 1932 im Heimspiel auf dem Parque São Jorge gegen den CA Ypiranga (1:3-Niederlage). Sein erstes Tor für Corinthians erzielte er am 26. Juni im Spiel bei Portuguesa (2:0-Erfolg). 1937 gewann Zeca Lopes das erste Mal die Staatsmeisterschaft mit dem Klub. Der Erfolg konnte 1938 wiederholt werden. In den zehn Spielen gab es keine Niederlage und drei Unentschieden. Im Dezember 1939 feierte man dann das Triple. In den 20 Spielen gewann der Klub 13 Spiele, vier Unentschieden und drei Niederlagen. Nachdem 1940 nur der vierte Platz belegt wurde, gewann man 1941 die Staatsmeisterschaft erneut. Es war der zwölfte Titel von Corinthians und der vierte von Zeca Lopes. Das Turnier war erstmalig vom neuen gegründeten Verband Federação Paulista de Futebol ausgerichtet. Danach beendete er seine aktive Laufbahn. Zeca Lopes soll für Corinthians 133 Spiele mit 78 Siegen, 18 Unentschieden, 37 Niederlagen und 35 erzielten Toren bestritten haben. Sein Karriereende kam nicht freiwillig. In einer spielfreien Zeit reiste er in seine Heimatstadt. Hier bestritt er auf einem Bauernhof ein Wohltätigkeitsspiel. Hierbei verletzte er sich am Knie und konnte daraufhin nicht mehr spielen.

### Nationalmannschaft
Zusammen mit seinen Mitspielern von Corinthians Brandão und Jaú wurde Zeca Lopes zur Fußball-Weltmeisterschaft 1938 berufen. Er wurde der erste Spieler von Corinthians, der ein Spiel bei einer Weltmeisterschaft bestritt. Seinen ersten Einsatz hatte Zeca Lopes bei der Fußball-Weltmeisterschaft 1938. Beim 6:5-Erfolg über Polen stand er in der Startelf. Hier bestritt er drei Spiele. Weitere Einsätze folgten bei der Copa Roca 1940.
Seine Länderspielbilanz (Spiele / Tore):
- Copa Roca: 4 / 0 (ein Sieg, drei Niederlagen)
- Weltmeisterschaft: 3 / 0 (ein Sieg, ein Unentschieden, eine Niederlage)

Eine Besonderheit in der Fußballnationalmannschaft war mindestens ein Spiel einem fremden Trikots der Mannschaft. Es wurde mindestens ein Spiel im Trikot der Auswahl des Verbandes von São Paulo, dem Federação Paulista de Futebol, bestritten. Hierbei wurde das Logo des regionalen Verbandes mit der brasilianischen Flagge überdeckt.

## Erfolge
Corinthians
- Staatsmeisterschaft von São Paulo: 1937, 1938, 1939, 1941

## Trivia
Der Batatais FC ehrte Zeca Lopes noch in besonderer Form. Das Vereinsemblem des Klubs enthält drei Sterne. Diese hat der Klub für jeden Spieler des Klubs eingefügt, welcher an einer Weltmeisterschaft teilgenommen hat. Die anderen beiden sind: Baldochi, der an der Fußball-Weltmeisterschaft 1970 teilgenommen hat, und Torhüter Batatais, der mit Zeca Lopes im Kader der Weltmeisterschaft 1938 stand.
Zéca Lopes war das dritte von acht Kindern von Arthur Lopes de Oliveira und Luiza Borges. Aus einer bescheidenen und armen Familie stammend, musste er von klein auf arbeiten, um den Haushalt zu unterstützen. Er arbeitete seit seinem neunten Lebensjahr mit seinem Vater und einem weiteren Bruder als Maurer. In der Regel arbeiteten sie auf Bauernhöfen. Trotz harter Arbeit hatte er immer eine große Neigung zum Fußball spielen. Im Alter von 15 Jahren baute er sein erstes Haus aus Lehm und Rundholz. Nachdem er seine Karriere beendet hatte, widmete sich Lopes einer seiner Leidenschaften, dem Bau von Häusern. Mit dem Geld, das er in seiner Karriere verdiente, baute er Dutzende von Häusern, die zu sehr niedrigen Kosten an arme Familien in der Stadt vermietet wurden. In den 60er Jahren baute er eine Reihe von zweistöckigen Stadthäusern.